# Nanami Arai
Nanami Arai (japanisch 荒井 七海 Arai Nanami; * 26. Dezember 1994 in Funabashi) ist ein japanischer Leichtathlet, der im Mittel- und Langstreckenlauf an den Start geht.

## Sportliche Laufbahn
Erste internationale Erfahrungen sammelte Nanami Arai im Jahr 2023, als er bei den Hallenasienmeisterschaften in Astana in 3:44,79 min den vierten Platz im 1500-Meter-Lauf belegte. 2025 gelangte er bei den Asienmeisterschaften in Gumi mit 3:45,65 min auf Rang fünf.
2015 wurde Arai japanischer Meister im 1500-Meter-Lauf.

## Persönliche Bestleistungen
- 1500 Meter: 3:36,63 min, 22. Juni 2022 in Fukagawa
  - 1500 Meter (Halle): 3:39,51 min, 27. Februar 2020 in Boston
- Meile: 4:02,28 min, 21. August 2019 in Dublin
  - Meile (Halle): 3:55,61 min, 2. März 2025 in Boston
- 3000 Meter: 7:48,50 min, 9. Juli 2022 in Kitami
- 5000 Meter: 13:37,60 min, 10. Dezember 2022 in Kyōto